# BioMetal
BioMetal est un jeu vidéo d'action de type shoot them up à défilement horizontal, développé et édité par Athena Co. au Japon, il est et édité par Activision en Amérique du Nord. Il est sorti au Japon le 19 mars 1993, suivi de l'Amérique du Nord et l'Europe la même année sur Super Nintendo,,.

## Synopsis
En l'année Galaxy Century Year 232, le croiseur intergalactique MF-92GX Halbard doit vaincre les mutants BioMetals qui menacent d'envahir la voie lactée après avoir attaqué un convoi exploratoire à destination de la planète UP457. Le Halbard est piloté par Kid Ray et Anita, et est équipé en autre d'une arme GAM (Gel Analog Mutant).

## Système de jeu
La musique des versions non-japonaises est l’œuvre du groupe 2 Unlimited.